# Tye
Tye är en tätort i Hammarö kommun, Värmlands län, belägen på västra sidan av en halvö som sträcker sig ut i nordost från ön Hammarön.

## Befolkningsutveckling
| Befolkningsutvecklingen i Tye 2015–2020                                               | Befolkningsutvecklingen i Tye 2015–2020 | Befolkningsutvecklingen i Tye 2015–2020 | Befolkningsutvecklingen i Tye 2015–2020 | Befolkningsutvecklingen i Tye 2015–2020 |
| ------------------------------------------------------------------------------------- | --------------------------------------- | --------------------------------------- | --------------------------------------- | --------------------------------------- |
|                                                                                       |                                         |                                         |                                         |                                         |
| År                                                                                    |                                         |                                         | Folkmängd                               | Areal (ha)                              |
| 2015                                                                                  | 2015                                    |                                         | 247                                     | 85                                      |
| 2020                                                                                  | 2020                                    |                                         | 335                                     | 102                                     |
| Anm.: Ny tätort 2015, var före dess en småort som 2010 hade 176 invånare på 43 hektar |                                         |                                         |                                         |                                         |